# Carl Herloßsohn

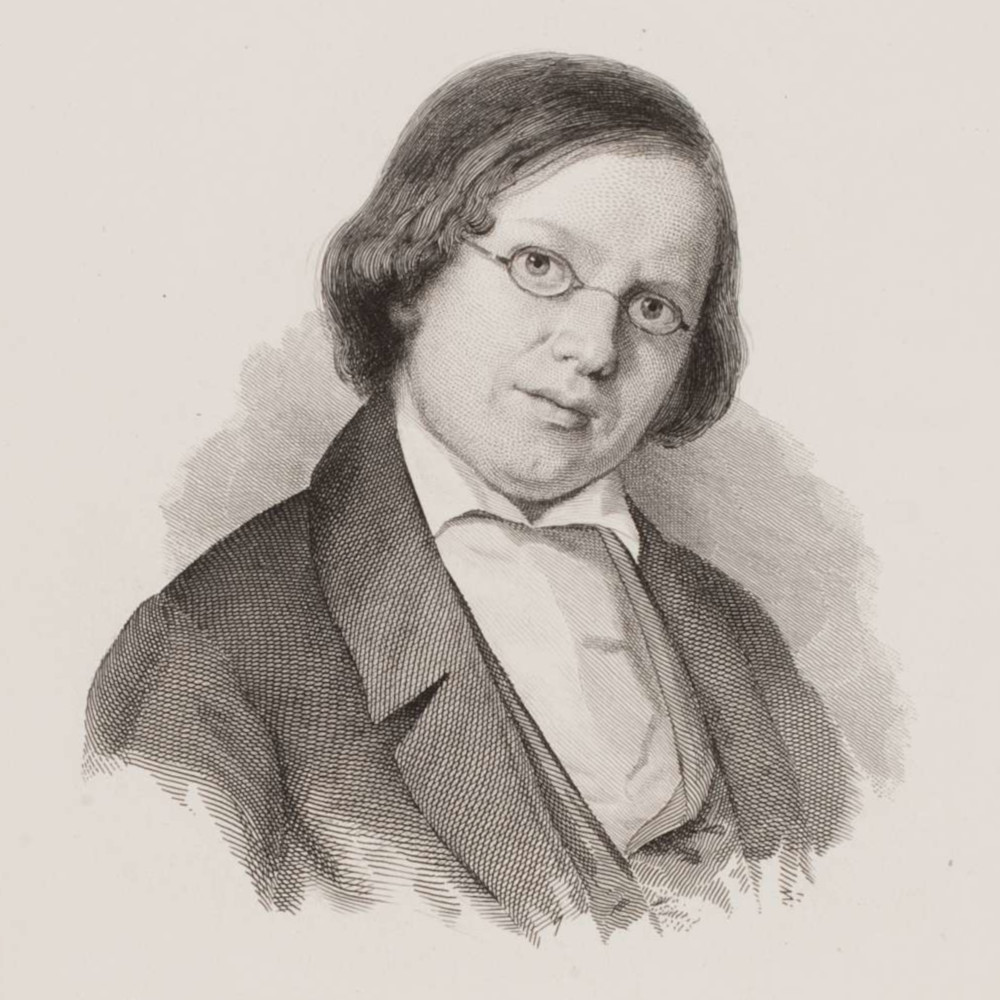
Carl Herloßsohn (Stahlstich, ca. 1850)

Carl Herloßsohn (eigentlich Borromäus Sebastian Georg Carl Reginald Herloß; * 1. September 1804 auf der Kleinseite in Prag; † 10. Dezember 1849 in Leipzig) war ein deutscher Schriftsteller, Journalist  und Enzyklopädist.

## Leben

Herloßsohns Grab auf dem
Neuen Johannisfriedhof in Leipzig

Als Sohn eines Schneiders aus ärmlichen Verhältnissen stammend, besuchte Herloßsohn seit 1813 das Kleinseitner Gymnasium, bezog 1820 die Prager Universität und ging 1821 nach Wien, um dort ein besseres Auskommen zu finden. Vergeblich versuchte Zacharias Werner, Herloßsohn zum Eintritt in den Orden der Redemptoristen zu überreden. Herloßsohn kehrte Anfang 1822 nach Prag zurück, setzte seine juristischen Studien fort und veröffentlichte erste poetische Arbeiten in der Dresdner Abend-Zeitung. Im November 1823 wurde er Hauslehrer bei Johann Prochaska, Amtsdirektor des Propsteigutes Dejwitz bei Prag, und arbeitete aushilfsweise im Dejwitzer Justizamt. Im November 1825 siedelte er nach Leipzig über, um hier seine Existenz mit literarischen Arbeiten zu sichern. Herloßsohn war als Übersetzer tätig, wurde Mitarbeiter am Brockhaus’schen Literarischen Conversationsblatt und schrieb für verschiedene, vornehmlich belletristische Blätter. 1826 erschien sein erstes Werk Die Fünfhundert vom Blanik, und die Sylvesternacht. 1830 gründete er die Zeitschrift Der Komet. Ein Unterhaltungsblatt für die gebildete Lesewelt, die mit ihren zahlreichen Beiblättern (u. a. Zeitung für Reisen und Reisende, 1830–1836; Der Dampfwagen, 1834; Der Luftballon, 1835–1836; Telescop, 1843–1847) zu einem der einflussreichen belletristisch-kritischen Blätter im Vormärz zählt. Neunzehn Jahre lang redigierte Herloßsohn die Zeitschrift, die er schließlich im Revolutionsjahr 1848 aufgeben musste. Herloßsohn starb verarmt im Leipziger Jakobshospital am 10. Dezember 1849.
Herloßsohn schrieb zahlreiche Gedichte und Lieder, von denen einige im 19. Jahrhundert sehr populär wurden. Mehrfach vertont – u. a. von Robert Schumann – wurde Herloßsohns Wenn die Schwalben heimwärts ziehn. Ferner verfasste er zahlreiche Romane und Novellen, darunter mehrere historische Romane aus der Zeit des Dreißigjährigen Kriegs und der Hussitenkriege, die wegen ihrer hussitenfreundlichen Tendenz ins Tschechische übersetzt wurden. Beachtlich ist seine satirisch-zeitkritische Prosa. Wie Wilhelm Hauff parodierte auch Herloßsohn Heinrich Clauren, indem er unter dessen Namen 1827 den Roman Emmy oder der Mensch denkt, Gott lenkt herausgab. Auch Claurens Theaterstücke verspottete er 1827 in Der Luftballon oder die Hundstage in Schilda. Aufsehen erregten seine Löschpapiere aus dem Tagebuch eines reisenden Teufels (2 Bde., 1827/28) oder der mit Johann Peter Lyser herausgegebene Almanach Mephistopheles. Ein politisch-satyrisches Taschenbuch auf das Jahr 1833.
Von 1834 bis 1838 gab Karl Herloßsohn gemeinsam mit dem Verleger von der Lühe das Damen Conversations Lexikon (10 Bde.) heraus. Für die Bearbeitung der musikalischen Artikel konnte er Robert Schumann gewinnen. Von 1839 bis 1842 veröffentlichte er zusammen mit Hermann Marggraff und Robert Blum ein Allgemeines Theaterlexikon oder Enzyklopädie alles Wissenswerthen für Bühnenkünstler, Dilettanten und Theaterfreunde unter Mitwirkung der sachkundigsten Schriftsteller Deutschlands in sieben Bänden.
In Leipzig ist eine Straße nach Herloßsohn benannt, die vom Stadtteil Gohlis-Süd ins Leipziger Rosental führt. Die kleine Brücke, die hier die Parthe überquert, heißt Herloßsohnsteg.

## Werke
- Vier Farben, das heißt. Die deutschen Spielkarten in ihrer symbolischen Bedeutung beschrieben und erklärt von Susanna Rümpler, Kartenschlägerin. Leipzig 1828.
- Hahn und Henne. Liebesgeschichte zweier Thiere. Leipzig 1830 (Digitalisat).
- Kometenstrahlen. Eine Sammlung von Erzählungen, ernsten und humoristischen Aufsätzen. 2 Bände. Leipzig 1833–1847.
- Damen Conversations Lexikon. 10 Bände. Leipzig 1834–1838 (Online bei Zeno.org).
- Scherben. Leipzig 1838 (Digitalisat).
- Zeit und Lebensbilder. Novellen, Humoresken, Ironien und Reflexionen. 6 Bände. Leipzig 1839–1843.
- Wanderungen durch das Riesengebirge und die Grafschaft Glatz. (= Das malerische und romantische Deutschland. 9. Sektion.). Leipzig 1840.
- Böhmen von 1414 bis 1426. Historisch-romantisches Gemälde in 2 Abtheilungen. (späterer Titel: Die Hussiten oder Böhmen von 1414 bis 1426). 4 Bände. Leipzig 1841.
- Buch der Liebe. [Gedichte]. Leipzig 1842.
- Fahrten und Abenteuer des M[agisters] Gaudelius Enzian. Komischer Roman. 2 Bände. Leipzig 1842.
- Wallensteins erste Liebe. 3 Bände. Hannover 1844.
- Die Tochter des Piccolomini. 3 Bände. Altenburg 1846.
- Arabella oder Geheimnisse eines Hoftheaters. 2 Bände. Leipzig 1846.
- Die Mörder Wallensteins. 3 Bände. Leipzig 1847.
- Weihnachtsbilder. Leipzig 1847 (Digitalisat).
- Buch der Lieder. Leipzig 1848.
- Historische Romane. Erste Gesammtausgabe. 8 Abteilungen zu je 2 Bände. Prag 1863–1865.
- Gesammelte Schriften. Erste Gesammtausgabe. 12 Bände. Prag 1865–1868.